# Herrania albiflora
Herrania albiflora là một loài thực vật có hoa trong họ Cẩm quỳ. Loài này được Goudot mô tả khoa học đầu tiên năm 1844.